# Kollund (plaats)
Kollund is een plaats in de Deense regio Zuid-Denemarken, gemeente Aabenraa, met 1021 inwoners (2011). De plaats ligt aan de noordkust van de Flensburger Fjord, iets ten oosten van Padborg. Net ten westen van het dorp ligt het Kollunder Bos (Kollund Skov). Door het dorp loopt de Gendarmstien, een 74 kilometer lange wandelroute.